# Ferrari SF-25
De Ferrari SF-25 is een Formule 1-auto die gebruikt wordt door het Formule 1-team van Ferrari in het seizoen 2025. De auto was de opvolger van de Ferrari SF-24. 
De SF-25 rijdt met een Ferrari-motor en werd onthuld op 18 februari 2025 in de O2 Arena in Londen. De SF-25 wordt bestuurd door Charles Leclerc en Lewis Hamilton in respectievelijk hun zevende en eerste seizoen voor het team. 

## Resultaten
| Kleur   | Resultaat                       |
| ------- | ------------------------------- |
| Goud    | Winnaar                         |
| Zilver  | Tweede plaats                   |
| Brons   | Derde plaats                    |
| Groen   | Gefinisht (punten behaald)      |
| Blauw   | Gefinisht (geen punten behaald) |
| Blauw   | Niet geklasseerd (NC)           |
| Paars   | Uitgevallen (DNF)               |
| Rood    | Niet gekwalificeerd (DNQ)       |
| Zwart   | Gediskwalificeerd (DSQ)         |
| Wit     | Niet gestart (DNS)              |
| Blanco  | Gewond (INJ)                    |
| Blanco  | Uitgesloten (EX)                |
| Blanco  | Teruggetrokken (WD)             |
| Blanco  | Niet deelgenomen                |
| 1, 2, 3 | Sprint positie (punten behaald) |
| P       | Poleposition                    |
| S       | Snelste ronde                   |

| Jaar | Chassis en banden | Motor          | Coureurs        | 1   | 2    | 3   | 4   | 5   | 6   | 7   | 8   | 9   | 10  | 11  | 12  | 13  | 14  | 15  | 16  | 17  | 18  | 19  | 20  | 21  | 22  | 23  | 24  | Punten | WK-plaats |
| ---- | ----------------- | -------------- | --------------- | --- | ---- | --- | --- | --- | --- | --- | --- | --- | --- | --- | --- | --- | --- | --- | --- | --- | --- | --- | --- | --- | --- | --- | --- | ------ | --------- |
| 2025 | Ferrari SF-25 P   | Ferrari 066/15 |                 | AUS | CHN  | JPN | BHR | SAR | MIA | EMI | MON | SPA | CAN | OOS | GBR | BEL | HON | NED | ITA | AZE | SIN | VST | MXS | SAP | LSV | QAT | ABU | 260*   | 2*        |
| 2025 | Ferrari SF-25 P   | Ferrari 066/15 | Charles Leclerc | 8   | 5DSQ | 4   | 4   | 3   | 7   | 6   | 2   | 3   | 5   | 3   | 14  | 43  | 4P  |     |     |     |     |     |     |     |     |     |     | 260*   | 2*        |
| 2025 | Ferrari SF-25 P   | Ferrari 066/15 | Lewis Hamilton  | 10  | 1DSQ | 7   | 5   | 7   | 38  | 4   | 5   | 6   | 6   | 4   | 4   | 7   | 12  |     |     |     |     |     |     |     |     |     |     | 260*   | 2*        |

* Seizoen loopt nog.